# 김낙순
김낙순(金洛淳, 1957년 8월 24일 ~ )은 대한민국의 前 국회의원이다. 종교는 천주교이며, 세례명은 모세이다.
국회의원 보좌관으로 정치에 입문하여 서울특별시 제4대 5대 시의원, 2004년 5월 - 제17대 국회의원(양천구 을, 당시 열린우리당)을 지냈다. 2008년 18대 총선에서 새누리당 김용태에게 밀려 낙선했으며, 2012년 19대 총선에서는 공직선거법 위반으로 벌금형을 받은 전력이 있어 경선후보에서 탈락했다. 민주통합당은 김낙순을 대신해 구 시민통합당 출신의 이용선 전 대표와 김한정 김대중대통령비서실 부속실장을 경선 후보자로 확정했다. 그는 2016년 20대 총선에 재도전했으나 이용선 후보에게 당내경선에서 패하여 본선에 출마하지 못했다. 2016년 기준으로 더불어민주당 소속이다. 2018년 1월 한국마사회 회장으로 취임했다.
지난해 기획재정부의 ‘2018년 공공기관 경영실적 평가(경평) 결과’를 발표에 따르면 공기업 중 마사회를 비롯해 그랜드코리아레저, 한국전력기술, 한전KPS를 ‘미흡이하’ D등급으로 분류했다. 마사회는 2017년도 평가에서 받은 C등급보다 한 단계 내려간 성적표를 받은 것이다. 이 때문에 경영실적평가 결과에 대해 김낙순 회장을 비롯한 경영진의 책임론을 제기하고 있다.

## 학력
- 중학교 졸업 검정고시 합격
- 1975년 천안농업고등학교 졸업
- 2001년 서경대학교 철학과 학사
- 2004년 고려대학교 정책대학원 국제관계학 석사
- 2012년 서경대학교 대학원 문화예술학 박사

## 경력
- 10.26 서울시장 보궐선거 박원순후보 선거대책위원회 본부장
- 민주통합당 서울양천을 지역위원장
- 제17대 통합민주당 국회의원
- 한.우크라이나 의원친선협회 부회장
- 제17대 국회 교육위원회 위원
- 제17대 국회 예산결산특별위원회 위원
- 한.스페인 의원친선협회 이사
- 제17대 대통령선거 대통합민주신당 정동영후보 선거대책위원회 조직위원장
- 대통합민주신당 국회의원
- 중도통합민주당 국회의원
- 열린우리당 행정수도이전 대책부위원장
- 열린우리당 정동영의장 정책담당 특보
- 열린우리당 전통문화예술특별위원회 위원장
- 열린우리당 의사담당 원내부대표
- 열린우리당 수석 사무부총장
- 제16대 대통령선거 노무현후보 선거대책위원회 국민참여본부 기획위원
- 서울시의회 의원 (제4대, 제5대)
- 새천년민주당 중앙위원
- 새정치국민회의 대통령선거대책본부 기획위원
- 국회의원 보좌관
- 대통령직선제 개헌추진본부 총무부 부장
- 민주당 중앙위원
- 평화민주당 대통령선거대책본부 유세 부위원장
- 통일민주당 중앙당 경리부 부장
- 신한민주당 중앙당 연수부 부장
- 양천포럼 대표
- 일석장학재단 이사
- 대한전통예술보존회 한복세계화연합회 총재
- 입법정책연구회 회장
- 신산업정책포럼 공동대표
- 한국마사회 회장

## 범죄 기록

### 불법 정치자금 수수
2011년 10월 12일 서울 남부지법 형사4부는 민주당 시·구의원들로부터 불법 정치자금을 받은 혐의(정치자금법 위반)로 기소된 김낙순 전 의원에 대해 “양천포럼 회비 명목으로 걷은 돈은 실질적으로는 정치자금 수수에 해당한다”며 벌금 80만원을 선고했다. 이 때문에 김낙순 전 의원은 2012년 3월 민주통합당 서울 양천을 지역의 국회의원 경선후보 선정에서 제외됐다.

## 역대 선거 결과
|  | 49.23% |

|  | 61.19% |

|  | 44.15% |

|  | 40.02% |

|  | 47.17% |

## 같이 보기
- 양천구 을
- 서울 양천구의 국회의원